# Хенри Ролинс
Хенри Ролинс (на английски: Henry Rollins) е американски певец, текстописец, актьор, телевизионен водещ и радиоводещ роден на 13 февруари 1961 г. в столицата Вашингтон.
Известен е като вокалист на легендарната калифорнийската хардкор-пънк група Блек Флаг между 1981 – 1986 г. Създава и е начело на Ролинс Бенд между 1986 и 2003 г. и през 2006 г. Водещ е на радиошоуто „Шоуто на Хенри Ролинс“ и е ТВ водещ на шоуто на Ем Ти Ви „120 минути“.

## Избрана филмография
- Джони Мнемоник (1995)
- Жега (1995)
- Батман от бъдещето (1999)
- Батман от бъдещето: Завръщането на Жокера (2000)
- Jackass: Кретените (2002)
- Малките титани (2004)
- Погрешен завой 2: Без изход (2007)
- Американски татко! (2009)
- Време за приключения (2010)
- Батман: Смели и дръзки (2010)
- Легендата за Кора (2014)